# Taikyoku ken
Taikyoku ken est le terme japonais désignant le concept chinois tàijí. C'est une version japonaise du Yang Tai Chi Chuan qui fut fondée par Yang Ming Chi (en Japonais Yo Meiji). Traduit « Tai Kyoku » le plus élevé, en dernier ressort, et « Ken » main ou le poing.